# Донской крематорий
Пе́рвый моско́вский кремато́рий (Донско́й кремато́рий) — первый и до 1947 года единственный массовый крематорий, действовавший в СССР. Перестроен в 1926 из здания церкви на Новом Донском кладбище по проекту архитектора Дмитрия Осипова. Открыт 6 октября 1927 года, закрыт в 1992 году, после чего здание было возвращено Русской православной церкви.

## Предыстория

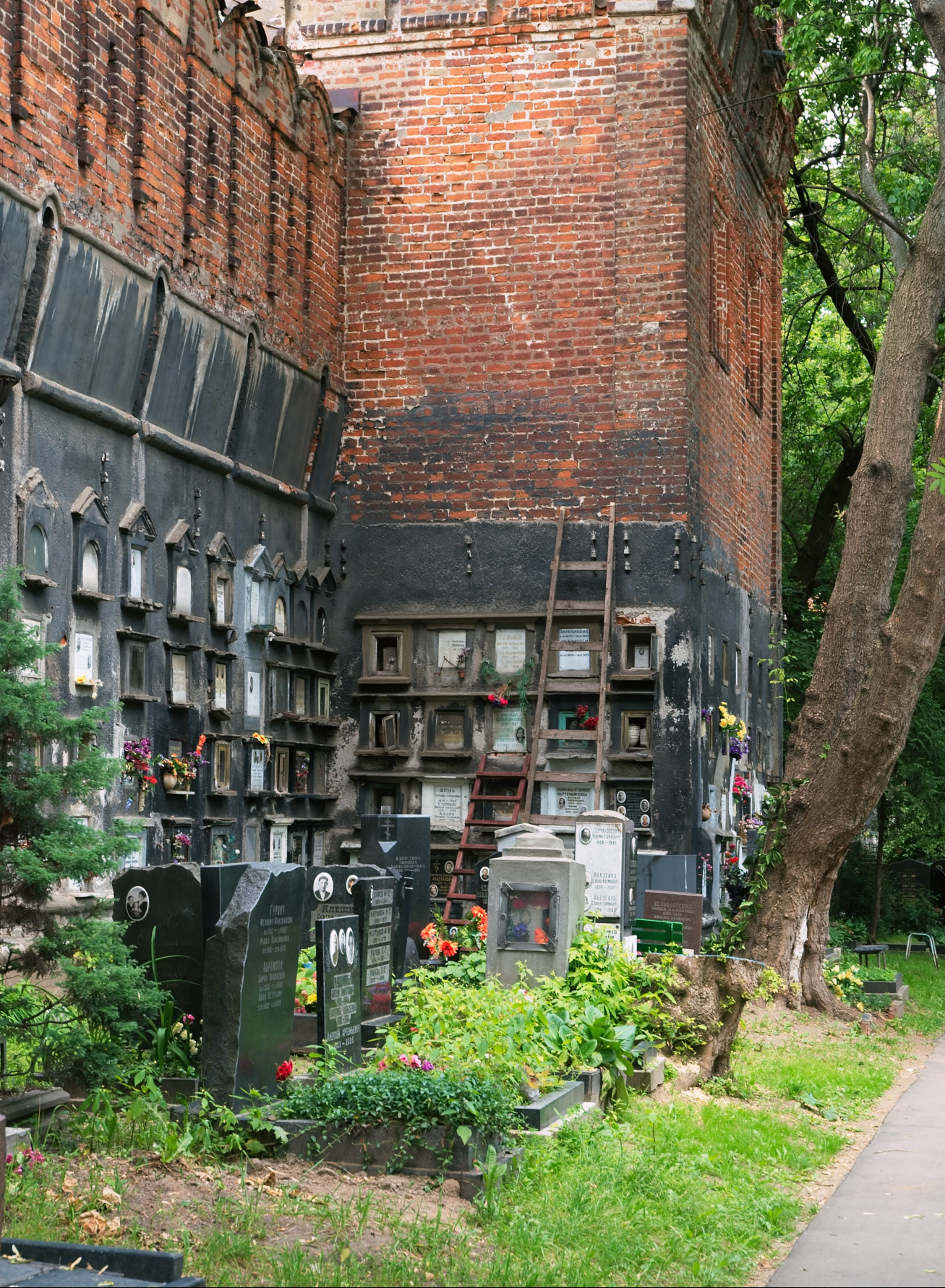
Захоронения в монастырской стене на Донском кладбище в Москве, 2008 год

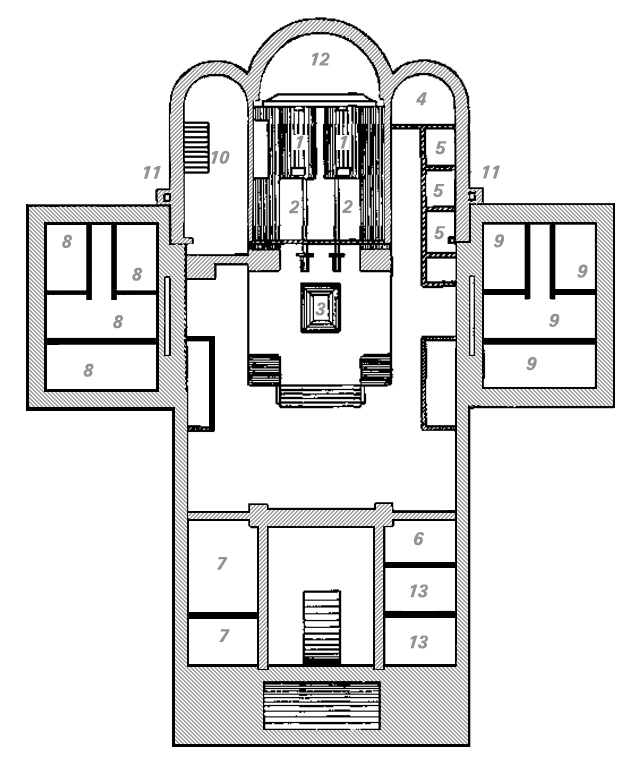
Крематорий, план кремационного отделения (полуподвальный этаж): 1—печи; 2—подвижные рельсы; 3—лифт; 4—секционная; 5—душевая и комната отдыха для персонала; 6—комната врача; 7—мастерские; 8— кабинки морга; 9—то же для заразных; 10—лестница в подвальный этаж; 11—дымоход; 12—место для топлива; 13—уборные

В христианстве не принято сжигать тела умерших. К началу XX века в российском обществе идея кремирования умерших по-прежнему считалась антирелигиозной и попытки создания крематориев в основном не находили поддержки.
…самым естественным способом погребения признаётся предание трупов земле… предание тела близкого не земле, а огню представляется, по меньшей мере, как своеволие, противное воли Божией, и дело кощунственное.Комиссия Святейшего Синода, 1909 год
После революции большевики решили использовать кремацию в противовес взглядам верующих. В декабре 1917 года Совнарком взял под контроль обряд похорон: регистрация актов смерти перешла от церкви к местным органам советской власти, а традиционные похороны попытались перевести в разряд анахронизмов. По мнению большевиков, кладбища были подчинены религиозным организациям, что противоречило идеям свободы совести. Крематорий, в свою очередь, уравнивал классы населения эстетическим способом и местом погребения.
В 1919 году Владимир Ленин подписал декрет о предпочтительности кремации, а Совнарком издал декрет о кладбищах с подробным описанием правил её проведения. Строительство крематория считали элементом «новой пролетарской культуры». Лев Троцкий призывал лидеров советского правительства завещать сжечь свои тела.
В 1920 году по проекту конструктивиста Дмитрия Осипова в Петербурге на 14-й линии Васильевского острова был построен первый крематорий. В феврале 1921-го крематорий был закрыт из-за частых поломок и неэкономичности. За время работы провели 379 сожжений.

## История

### Строительство
В январе 1925 года в музее Московского коммунального хозяйства прошла выставка моделей и фотографий крематориев и был проведён конкурс проектов. Третью премию получил проект Дьяконова, вторую — Мельникова. Первую премию получил проект архитектора Дмитрия Осипова: его проект переделки освящённой в 1914 году, но недостроенной[уточнить] церкви преподобного Серафима Саровского и святой благоверной княгини Анны Кашинской на Новом Донском кладбище под крематорий был признан самым удачным, так как менее всего приёмной комиссии напоминал церковь.
После одобрения проекта началась переделка здания. Купол церкви заменили двадцатиметровой бетонной башней. На первом этаже разместили вестибюль, колумбарий и залы для ожидания и прощания, а в подвале — две кремационные печи фирмы Топф из Германии, дезинфекционную камеру, морг для хранения трупов, душ, слесарно-механическую мастерскую для запаивания урн с пеплом и другие служебные кабинеты. Из разрушенной после революции лютеранской церкви святого Михаила был привезён и установлен орган Вильгельма Зауэра 1898 года изготовления, имеющий 33 регистра 2000 труб.

### Использование
Первое испытание крематория провели 29 декабря 1926 года.
Было сожжено два трупа женского пола в сосновых гробах. Чистый вес первого сожжённого трупа равен 50,4 кг, второго – 38,35 кг. Процесс сожжения, считая с момента ввода гроба в печь до момента выемки металлического сосуда с пеплом, продолжался для первого трупа 1 ч. 30 м., для второго – 1 ч. 40 м. Остатки горения трупа представляют собой небольшой величины белые пористые части костей, легко рассыпаемые при лёгком трении их между пальцами рук. Белый цвет остатков костей указывает на то, что сожжение было произведено в струе раскалённого чистого воздуха с одной стороны и при полном сгорании – с другой. В общем можно сказать, что пепел был высокого качества и представлял собою на вид приятную массу. Вес пепла для первого трупа получился равным 1,9 кг - 3,8 % от веса трупа. Для второго трупа он оказался равным 1,8 кг - 4,7 % от веса трупа. Топливом для кремационной печи служил кокс из угля донецкого происхождения.Журнал «Коммунальное хозяйство», 1927 год
Следующее экспериментальное сожжение было проведено 11 января 1927 года и снято на киноплёнку. Кремировали тело Ф. К. Соловьёва, рабочего Мытищинской водоподъёмной станции.
Официальное открытие крематория состоялось 6 октября 1927 года — в этот день была проведена первая плановая кремация. После этого в прессе начали агитировать за новый тип погребения. В газетах и журналах появлялись рекламные статьи о кремации и опубликованы многочисленные лозунги, среди которых:

У первобытных людей сожжение было религиозным способом погребения, в наши дни оно является антирелигиозным актом! 

Огонь, испепеляющий огонь! Тебе построен этот храм современности, это огненное кладбище — крематорий.

Крематорий — это зияющая брешь в китайской стене народного невежества и суеверия, на которых спекулировали попы всех верований.

Крематорий — это конец мощам нетленным и прочим чудесам.

Кремация — это гигиена и упрощение захоронения, это отвоевывание земли от мёртвых для живых…

Мы уходим от этого огненного кладбища. Мощным и лёгким видением встаёт радиовышка…

Строятся заводы и фабрики. Дышит мощно земля под белым снежным покровом.

Бегут трамваи. Идут экскурсии в Музей Донского монастыря. Ревут фабричные трубы…

Жить, полной грудью жить!

А когда умрём — пусть отвезут нас в крематорий, чтобы, вместо заражённой кладбищами земли, всюду разлилась трепещущая радостью и молодой свежестью жизнь!
Сам крематорий называли «Кафедрой безбожия». Также появилось Общество развития и распространения идеи кремации (ОРРИК), которое работало в сотрудничестве с «Союзом воинствующих безбожников». Членские билеты с первыми номерами передали Иосифу Сталину, Вячеславу Молотову и Михаилу Калинину: как люди передовых взглядов, коммунисты должны были показывать пример и в этом деле.
В Москве состоялось первое собрание учреждённого Общества распространения идей кремации в СССР. Общество объединяет всех сочувствующих этой идее. Годовой членский взнос составляет 50 копеек. Общее собрание решило организовать рабочие экскурсии в крематорий в целях популяризации идей кремации и привлечения новых членов.Газета «Вечерняя Москва», 1927 год
Более 150 старых большевиков завещали сжечь свои тела после смерти, однако, несмотря на агитацию нового способа захоронения, услуги не приобрели массового характера.
Количество кремированных трупов составило (по годам):
- 1927 год — 226;
- 1928 год — 4025;
- 1929 год — 5208;
- 1930 год — 6328;
- 1931 год — 8319;
- 1933 год — 9042.

Кремированные составляли значительную часть умерших, хотя кремация не стала основным способом погребения. Так в 1929 году в Москве было кремировано 5208 человек — 17,25 % общего количества умерших. Из них 3432 человека являлись «административными»: мертворождённые, после вскрытий, выкидыши, безродные и так далее. Из 1776 добровольных 1160 являлись беспартийными взрослыми, 276 — членами ВКП(б), а 340 — детьми. Всего за два с половиной года существования крематория было проведено около 10 000 сожжений. Чаще кремировать тела стали в 1930-е: свою роль сыграла относительная дешевизна предлагаемой услуги. В это же время к зданию были сделаны пристройки для хранения урн с прахом кремированных.
Впрочем, дешевизна услуги была временной. Так, в феврале 1929 года Моссовет уравнял цены на кремацию и земельное погребение. В начале 1930-х годов были повышены тарифы за хранение урн (на 10 лет) с 40 руб. до 80 руб. в нише колумбария вне здания крематория и до 250 руб. внутри здания.
«Административные» составляли значительную часть кремированных в 1920-е — 1930-е годы, хотя их доля постепенно сокращалась. Так, «административными» были 70 % кремированных в 1928 году, 56 % кремированных в 1931 году. Вместе с тем доля кремированных среди покойников Москвы (за вычетом «административных») была небольшой и на рубеже 1920-х — 1930-х годов сокращалась. В 1928—1931 годах доля «добровольных» (то есть кремированных по завещаниям или родственниками) составляла:
- 1928 год — 4,3 %;
- 1929 год — 5,8 %;
- 1930 год — 7,8 %;
- 1931 год — 7,6 %.

Урны делились на «обыкновенные, уникальные и высокохудожественные». В частности, в здании колумбария разместили «два мотора аэроплана с заделанным в них прахом» летчиков, погибших во время авиакатастрофы 12 июля 1931 года. Ряд урн изготовлялись из дорогостоящих материалов — мрамора, оникса и фарфора. Нередко использовались для захоронения художественные вазы более раннего времени. До настоящего времени значительная часть таких урн в колумбариях Донского кладбища сохранилась, включая ценные предметы декоративно-прикладного искусства XIX века музейного значения.
При постройке крематория часть первого этажа отвели для комнат служителей культа — для религиозного (православного, католического, лютеранского и иудейского) обряда. Отпевания были, но в небольшом количестве. В 1930 году было четыре «церковных отпевания», а в 1931 году ни одного.
В годы Великой Отечественной войны крематорий приходит в упадок. За 1943—1945 годы из-за отсутствия свободных ниш в колумбарии в крематории скопилось около 7 тысяч невостребованных прахов.

Барельеф «Вечный круговорот». Эрнст Неизвестный

В 1958-м скульптор Эрнст Неизвестный на стене Донского колумбария создал барельеф «Вечный круговорот», посвященный круговороту жизни и смерти.
В 1973 году около Николо-Архангельского кладбища был открыт современный крематорий, после чего устаревший Донской закрыли для массовой кремации. До середины 1980-х в нём кремировали умерших членов политбюро ЦК КПСС — последним в 1984-м было сожжено тело министра обороны СССР Дмитрия Устинова. После этого в Донском крематории проводились только церемонии гражданской панихиды — «фальшкремация» с последующей перевозкой тела в Николо-Архангельский крематорий.
В 1992-м крематорий был закрыт, здание передано Русской православной церкви. Богослужения возобновили после перестройки здания в 1998-м. В 1999 году орган и алтарь из Донского крематория были перевезены в Кафедральный собор Святых Петра и Павла (Москва). После ремонта в 2005-м орган начали использовать в кафедральном соборе на богослужениях и концертах органной музыки.

## Современность

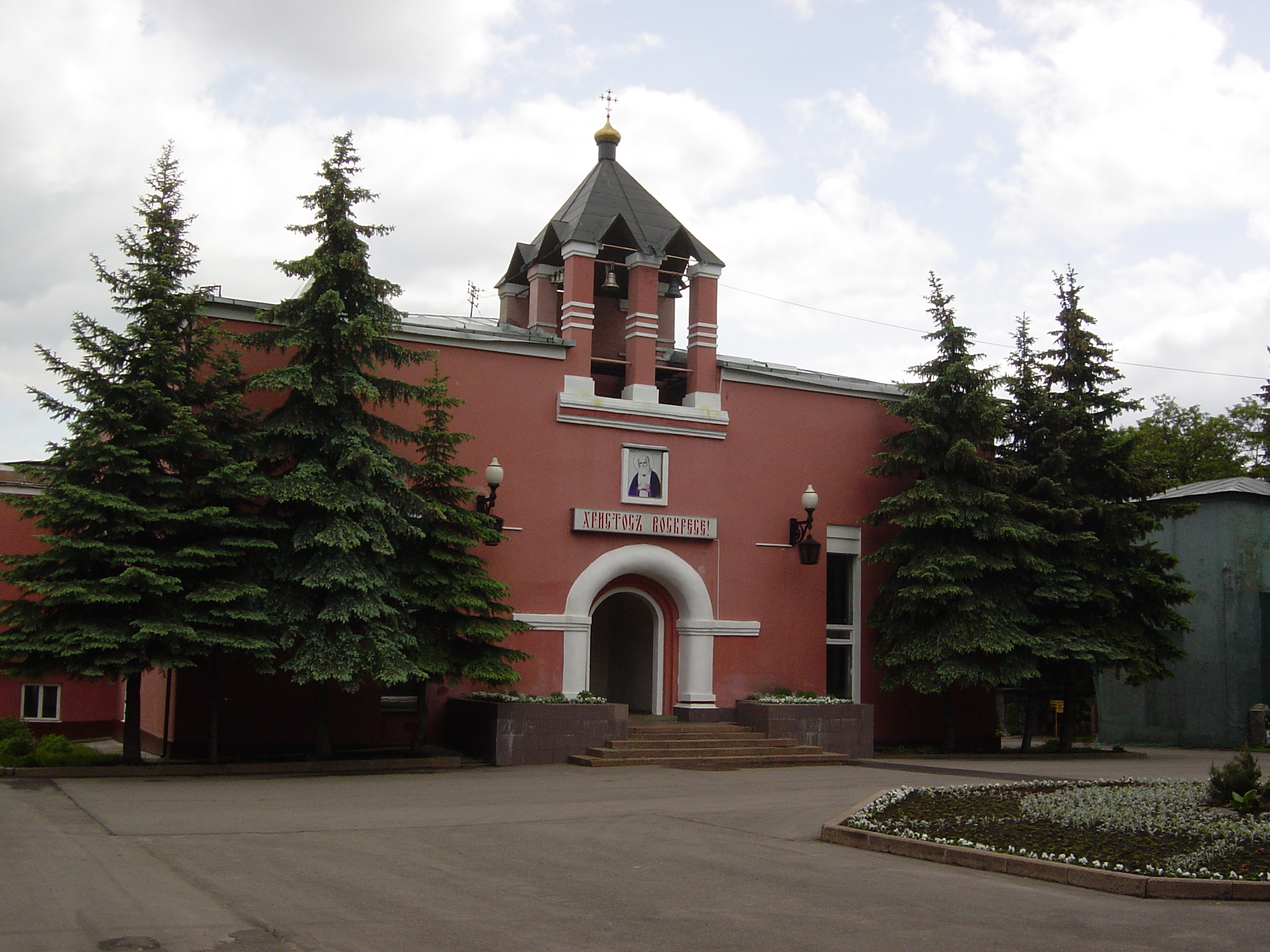
Здание после возвращения православным верующим

Осенью 2011 года Русская православная церковь решила вернуть себе территорию колумбария Донского крематория и реконструировать его. При этом потребовалось перенести урны с прахом в новые колумбарии: во время восстановительных работ зданию собирались вернуть исторический облик и снести пристройки, сделанные в 1930-х для размещения урн. Сотрудникам администрации было приказано провести инвентаризацию семи тысяч хранившихся в колумбарии урн и выявить среди них бесхозные. Представители РПЦ считали, что «захоронения в закрытом колумбарии Нового Донского монастыря противоречат традициям и здравому смыслу. Оптимальный вариант — предоставить родственникам достойное место и возможность похоронить по-человечески. Человеку нужно упокоение, а там прах стоит, как экспонат на книжной полке». В январе 2012 года новость о возможном переносе колумбария вызвала крайне негативную оценку общественности. Процедуре переноса урн потребовался бы аккуратный подход, так они могли рассыпаться от времени и неподходящих условий хранения.
Официальное заявление Донского монастыря вызывает массу вопросов. Во-первых, у значительной части урн – а их там семь тысяч – нет ответственных, то есть родственников. Непонятно, как будет решаться вопрос в этом случае. К тому же многие урны – памятники искусства. Часть из них – достаточно большие по размеру скульптурные сооружения, и перенести их практически невозможно. Недоумение вызывает и утверждение, что церковь ведёт плодотворную работу по сохранению культурного и исторического наследия России в интересах граждан в соответствии с законодательством. В чём заключается это сохранение, если церковь пытается уничтожить один из памятников истории и культуры? В своём заявлении церковники говорят об осквернении храма устройством крематория. По моему мнению, уничтожение данного колумбария – ничуть не меньшее осквернение праха семи тысяч там упокоенных.Учредитель Общества некрополистов Пётр Устинов
В середине 1990-х годов была разобрана башня на месте купола церкви.

## Кремация известных людей
См. также категорию: Похороненные в общих могилах Донского кладбища
В Донском крематории были кремированы люди, впоследствии погребённые в Кремлёвской стене, среди них писатель Максим Горький, лётчик-испытатель Валерий Чкалов. Здесь же был кремирован поэт Владимир Маяковский. Тут сжигали и тела репрессированных. В частности, сюда были доставлены для сжигания: Маршал Советского Союза Лаврентий Берия, Маршал Советского Союза Михаил Тухачевский, командарм 1-го ранга Иероним Уборевич, начальник Военной Академии РККА имени Фрунзе Август Корк, Маршал Советского Союза Василий Блюхер, командарм 1-го ранга Иона Якир, писатели Исаак Бабель и Михаил Кольцов, режиссёр Всеволод Мейерхольд, архитектор крематория Дмитрий Осипов и другие.